# Borg (Lofoten)
Borg ist eine Ausgrabungsstätte auf der Insel Vestvågøya auf den Lofoten in Norwegen. Dort wurde in den 1980er Jahren eine Siedlung ausgegraben, die vom 2. Jahrhundert n. Chr. bis zur großen Pestwelle im 15. Jahrhundert bestand. Untersuchungen von Feuerstellen zeigten menschliche Anwesenheit seit der Zeitenwende. In der Wikingerzeit (793–1066 n. Chr.) bestanden dort mindestens 115 Höfe mit 1.800 Bewohnern.

## Lage

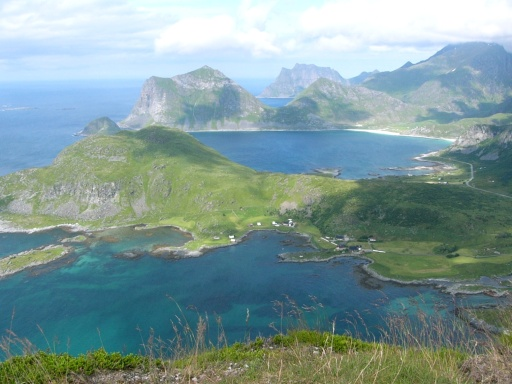
Die Meerbusen von Vestvågøy.

Borg liegt auf einem Höhenrücken, der zu den beiden Meerbusen von Vestvågøy, die in der Eisenzeit Fjorde waren, steil abfällt. Für Seefahrer, die sich nicht auskannten, war die Einfahrt von See her schwierig und gefährlich. Die älteste Siedlung liegt am nördlichen Rand der Ausgrabungsfläche bei Bøstad und wurde auf das 2. Jahrhundert datiert. Am Ufer des Meerbusens wurden drei Schiffshallen (Naust) identifiziert, von denen zwei für Langschiffe groß genug waren. Die größte war 30 m lang. Ein Komplex bestand aus Hofstätten, die rund um eine Siedlung gruppiert waren. Diese Siedlung wird von den Archäologen anhand ähnlicher Formen in anderen Landesteilen als eine Art Kaserne für die Mannschaft des Häuptlings angesehen.

## Kontext
Die Entdeckung der eisenzeitlichen Halle im dänischen Gudme (aus dem 3. Jahrhundert) und im nordnorwegischen Borg markiert einen Einschnitt in der nordeuropäischen Eisenzeitforschung. Während im Jahr 1993 in Dänemark 12 Hallen- und Zentralplätze bekannt waren, waren es 2003, als die Wikingersiedlung von Füsing entdeckt wurde, bereits 40. In den letzten Jahrzehnten wurden in Nordeuropa, im Zuge der „Zentralplatzarchäologie“, insbesondere an Orten die durch reiche Edelmetallfunde gekennzeichnet sind, weitere Hallen entdeckt. Einige der so genannten „Reichtumszentren“ besitzen Gebäude, die sich in jeder Beziehung vom Umfeld abheben.

## Das Langhaus

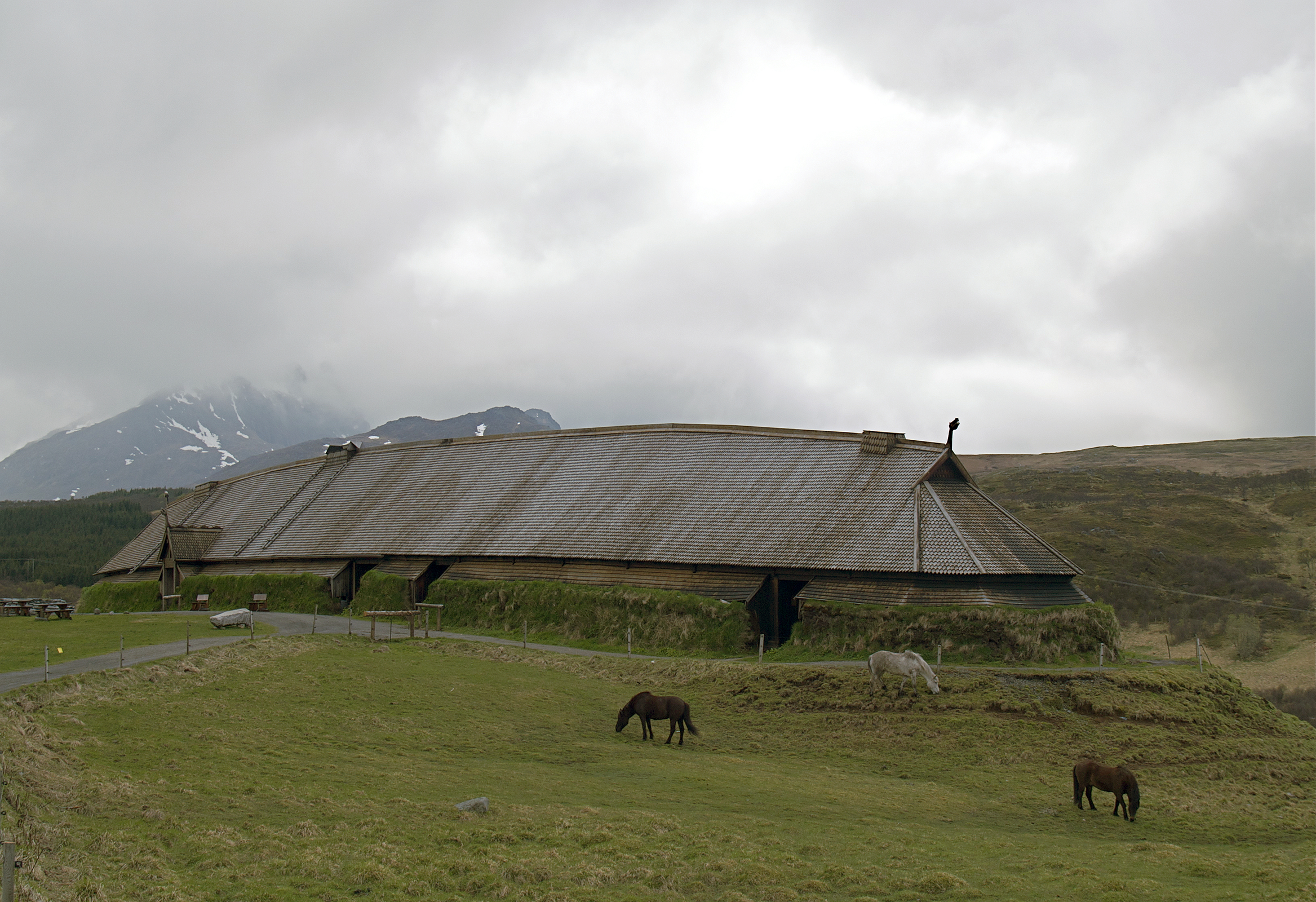
Wikingermuseum Borg mit rekonstruiertem Langhaus

Die Untersuchungen konzentrierten sich auf ein außergewöhnliches Langhaus, das im 5. oder 6. Jahrhundert erbaut wurde. Es war dreischiffig mit zwei Reihen dachtragender Stützen und war zunächst 55 m lang und 8 m breit. Im 8., eher im 7. Jahrhundert wurde die Halle vergrößert. Sie war danach 83 m lang und zwischen 7,50 und 9 m breit. Die Hälfte dieses Gebäudes war stets als Stallung genutzt worden. Diese Halle wurde zwischen 950 und 1000 aufgegeben.

### Die Artefakte
Als besonders bedeutsam werden die in der Halle gefundenen Artefakte eingestuft. Die meisten gleichen jenen die man auch in anderen Siedlungen und Gehöften findet und stammen aus der jüngeren Eisenzeit (600–1000): Nägel, Eisenmesser, Webstuhlgewichte, Klebersteingefäße und Spinnräder. Zusätzlich wurden die frühesten Keramikscherben von Importware der Wikingerzeit in Nordnorwegen gefunden. Die meisten Scherben stammen von Kannen, die mit Zinnfolie und geometrischen Mustern verziert sind. Die Gefäße wurden wahrscheinlich auf dem Kontinent hergestellt und können als Weinbehälter gedient haben. Ebenso selten sind in Nordnorwegen Scherben von importierten Glasbechern. Es wurden über 100 Glasscherben von 10–11 Gläsern gefunden. Die meisten sind grünlich, einige sind Blau mit aufgelegten Glasfäden. Hervorzuheben sind Scherben von tiefblauen Reticella-Bechern mit aufgeschmolzenen Glasfäden in gold und blau. Die Gläser kommen wahrscheinlich ebenfalls von Kontinent, die Reticella-Becher vermutlich aus England. Eine Besonderheit ist eine Glasscherbe mit einer dünnen Goldfolie in geometrischem Muster, die als karolingisch angesehen wird. 
Außerdem wurden neben Perlen acht Goldgegenstände gefunden, darunter fünf geprägte viereckige Goldblechfiguren und ein Ring aus Gagat. Dem Gagat wurde eine magische unheilverhütende Kraft zugeschrieben. Die Goldblechfiguren stellen ein Paar dar, der Mann links, die Frau rechts. Es sind Vorläufer der Brakteaten. Zugeordnet werden sie der späten Eisen- oder Wikingerzeit. Teils hält man sie für Zahlungsmittel, überwiegend misst man den auch in Dänemark und Schweden gefundenen Guldgubbe, die hier auch unter den Stützen gefunden wurden, religiöse Bedeutung zu.

### Die Deutung
Die Innenarchitektur besteht aus dem Holzboden in den Seitenschiffen, einem langgestreckten Feuergraben mit Feuergruben in der Mitte und besonders tiefen Feuergruben am Ende. Dies wird dahingehend gedeutet, dass die Halle auch Empfangsraum für Gäste und sogar Festraum für die religiösen Feiern (blót) war. Die tiefen Gruben am Ende enthielten keine Asche und wurden wohl mit aufgeheizten Steinen ausgelegt, worauf man das Fleisch legte, das dann abgedeckt wurde, was auch den Torf um die Gruben herum erklären würde. Eine zusätzliche separate Feuerstelle wird mit religiösen Opferhandlungen in Verbindung gebracht. Dafür sprechen auch die geprägten Goldplättchen sowie ein Gagatring in oder bei den Stützenlöchern. Als naheliegende Deutung wird eine Weihegabe für den Raum gesehen.